# Cúp cờ vua thế giới 2000
Cúp cờ vua thế giới 2000 hay tên đầy đủ là Cúp cờ vua thế giới FIDE 2000 là một giải đấu cờ vua gồm cả hai nội dung cho nam và nữ, mỗi nội dung 24 kỳ thủ, diễn ra từ ngày 1 đến 13 tháng 9 năm 2000 tại Thẩm Dương, Trung Quốc. Giải đấu do FIDE tổ chức, Hiệp hội cờ vua Trung Quốc đăng cai và được coi là Cúp cờ vua thế giới lần thứ nhất. Giải nam thuộc nhóm XVI, Viswanathan Anand thắng Evgeny Bareev trong trận chung kết, giành danh hiệu vô địch và khoản tiền thưởng 50 000 đô la Mỹ.

## Thể thức
24 kỳ thủ được chia thành 4 bảng, mỗi bảng 6 kỳ thủ, thi đấu vòng tròn một lượt. Hai kỳ thủ đứng đầu vào đấu vòng loại trực tiếp. Các kỳ thủ bằng điểm ở vòng bảng được phân định thứ hạng bằng các ván cờ nhanh đánh thêm. Ở vòng loại trực tiếp (từ tứ kết), mỗi cặp đấu gồm hai ván, nếu hòa sẽ phân định thắng thua bằng các ván cờ nhanh, chớp.

## Kỳ thủ tham dự

### Nam
Xét về mặt vị trí địa lý, châu Mỹ và châu Phi mỗi châu lục có 2 kỳ thủ, châu Á có 4 kỳ thủ, trong đó 3 kỳ thủ chủ nhà, còn lại là các kỳ thủ châu Âu.
| 1. Viswanathan Anand (Ấn Độ), 2762 (3) 2. Alexander Morozevich (Nga), 2756 (4) 3. Vassily Ivanchuk (Ukraina), 2719 (8) 4. Evgeny Bareev (Nga), 2702 (11) 5. Peter Svidler (Nga), 2689 (14) 6. Boris Gelfand (Israel), 2681 (15) 7. Nigel Short (Anh), 2677 (16) 8. Alexey Dreev (Nga), 2676 (18) 9. Zurab Azmaiparashvili (Gruzia), 2673 (19) 10. Diệp Ngân Xuyên (Trung Quốc), 2670 (20) 11. Từ Tuấn (Trung Quốc), 2668 (22) 12. Mikhail Gurevich (Bỉ), 2667 (24) | 1. Alexander Khalifman (Nga), 2667 (25) 2. Sergei Movsesian (Séc), 2666 (26) 3. Vladislav Tkachiev (Pháp), 2657 (31) 4. Alexei Fedorov (Belarus), 2646 (37) 5. Boris Gulko (Mỹ), 2643 (40) 6. Chương Chung (Trung Quốc), 2636 (47) 7. Gilberto Milos (Brasil), 2633 (50) 8. Ruslan Ponomariov (Ukraina), 2630 (52) 9. Pavel Tregubov (Nga), 2620 (63) 10. Aleksej Aleksandrov (Belarus), 2591 11. Aimen Rizouk (Algérie), 2350, m 12. Mohamed Tissir (Maroc), 2342, m |

### Nữ
Xét về mặt vị trí địa lý, chủ nhà chiếm số lượng đông nhất với 7 kỳ thủ, châu Âu có 10 kỳ thủ, châu Mỹ 3 kỳ thủ, châu Á (ngoài Trung Quốc) và châu Phi 2 kỳ thủ.
| 1. Tạ Quân (Trung Quốc), 2568 (2) 2. Maia Chiburdanidze (Gruzia), 2545 (3) 3. Chư Thần (Trung Quốc), 2539 (4), wg 4. Antoaneta Stefanova (Bulgaria), 2514 (6), m 5. Hứa Dục Hoa (Trung Quốc), 2505 (7), wm 6. Vương Tần (Trung Quốc), 2502 (8), wg 7. Tần Khản Oánh (Trung Quốc), 2501 (9), wg 8. Vương Lôi (Trung Quốc), 2498 (11), wg 9. Hoàng Thanh Trang (Việt Nam), 2489 (12), m 10. Pia Cramling (Thụy Điển), 2484 (13) 11. Ekaterina Kovalevskaya (Nga), 2475 (15), wg 12. Almira Skripchenko-Lautier (Moldova), 2450 (17), m | 1. Natalia Zhukova (Ukraina), 2450, (18), wg 2. Alisa Maric (Nam Tư), 2443 (21), wg 3. Nino Khurtsidze (Gruzia), 2418 (29), wg 4. Vương Du (Trung Quốc), 2401 (38), f 5. Alexandra Kosteniuk (Nga), 2398 (39), m 6. Regina Pokorna (Slovakia), 2363, wm 7. Irina Krush (Mỹ), 2354, wm 8. Claudia Amura (Argentina), 2351, wg 9. Yadira Hernandez (México), 2207, wf 10. Knarik Mouradian (Liban), 2121, không danh hiệu 11. Amelie Payet (Seychelles), 2010, không danh hiệu 12. Anzel Laubscher (Nam Phi), không Elo, không danh hiệu |

## Vòng bảng
Vòng bảng diễn ra trong 5 ngày từ 1 đến 5 tháng 9 với 5 vòng đấu.

### Nam
Chín trong 10 hạt giống hàng đầu kết thúc vòng bảng với số ván thắng nhiều hơn hoặc bằng số ván thua, trừ có Alexander Morozevich. Anh chỉ đạt 1/5 điểm. Nhà đương kim vô địch thế giới FIDE Alexander Khalifman cũng có một giải đấu thất vọng khi thua trước Anand và Gelfand. Ngựa ô của giải là hạt giống số 19 Gilberto Milos, đại kiện tướng Brazil từng 5 lần vô địch Nam Mỹ. Chiến thắng bất ngờ của Milos trước Morozevich đã giúp anh chiếm được ngôi đầu bảng A và thực tế còn vào đến bán kết giải đấu. Ở các nhóm khác hai hạt giống đầu đều nằm trong nhóm cao điểm nhất.
| Kỳ thủ                | 1 | 2 | 3 | 4 | 5 | 6 | Đ  |
| --------------------- | - | - | - | - | - | - | -- |
| Gilberto Milos        |   | ½ | ½ | ½ | 1 | 1 | 3½ |
| Zurab Azmaiparashvili | ½ |   | ½ | ½ | ½ | 1 | 3  |
| Boris Gulko           | ½ | ½ |   | ½ | ½ | ½ | 2½ |
| Alexey Dreev          | ½ | ½ | ½ |   | ½ | ½ | 2½ |
| Aleksej Aleksandrov   | 0 | ½ | ½ | ½ |   | 1 | 2½ |
| Alexander Morozevich  | 0 | 0 | ½ | ½ | 0 |   | 1  |

| Kỳ thủ            | 1 | 2 | 3 | 4 | 5 | 6 | Đ  |
| ----------------- | - | - | - | - | - | - | -- |
| Diệp Ngân Xuyên   |   | ½ | 1 | ½ | 1 | ½ | 3½ |
| Vassily Ivanchuk  | ½ |   | ½ | ½ | ½ | 1 | 3  |
| Nigel Short       | 0 | ½ |   | 1 | 1 | ½ | 3  |
| Mikhail Gurevich  | ½ | ½ | 0 |   | 0 | 1 | 2  |
| Từ Tuấn           | 0 | ½ | 0 | 1 |   | ½ | 2  |
| Ruslan Ponomariov | ½ | 0 | ½ | 0 | ½ |   | 1½ |

| Kỳ thủ           | 1 | 2 | 3 | 4 | 5 | 6 | Đ  |
| ---------------- | - | - | - | - | - | - | -- |
| Evgeny Bareev    |   | ½ | ½ | ½ | 1 | 1 | 3½ |
| Sergei Movsesian | ½ |   | ½ | ½ | ½ | 1 | 3  |
| Peter Svidler    | ½ | ½ |   | 0 | 1 | 1 | 3  |
| Chương Chung     | ½ | ½ | 1 |   | 0 | ½ | 2½ |
| Alexei Fedorov   | 0 | ½ | 0 | 1 |   | ½ | 2  |
| Aimen Rizouk     | 0 | 0 | 0 | ½ | ½ |   | 1  |

| Kỳ thủ              | 1 | 2 | 3 | 4 | 5 | 6 | Đ  |
| ------------------- | - | - | - | - | - | - | -- |
| Viswanathan Anand   |   | ½ | ½ | ½ | 1 | 1 | 3½ |
| Boris Gelfand       | ½ |   | ½ | ½ | 1 | ½ | 3  |
| Vladislav Tkachiev  | ½ | ½ |   | ½ | ½ | 1 | 3  |
| Pavel Tregubov      | ½ | ½ | ½ |   | ½ | ½ | 2½ |
| Alexander Khalifman | 0 | 0 | ½ | ½ |   | 1 | 2  |
| Mohamed Tissir      | 0 | ½ | 0 | ½ | 0 |   | 1  |

### Nữ
Ở giải nữ, một điều bất ngờ là hai hạt giống hàng đầu bị loại ngay từ vòng bảng, là đương kim nữ hoàng cờ Tạ Quân và cựu nữ hoàng cờ Chiburdanidze. Trong tám hạt giống đầu tiên của nữ còn có Vương Lôi không vượt qua được vòng bảng.
| Kỳ thủ                 | 1 | 2 | 3 | 4 | 5 | 6 | Đ  |
| ---------------------- | - | - | - | - | - | - | -- |
| Chư Thần               |   | ½ | 1 | 1 | 1 | 1 | 4½ |
| Hứa Dục Hoa            | ½ |   | ½ | 1 | ½ | 1 | 3½ |
| Regina Pokorna         | 0 | ½ |   | 0 | 1 | 1 | 2½ |
| Ekaterina Kovalevskaya | 0 | 0 | 1 |   | ½ | 1 | 2½ |
| Alisa Maric            | 0 | ½ | 0 | ½ |   | 1 | 2  |
| Amelie Payet           | 0 | 0 | 0 | 0 | 0 |   | 0  |

| Kỳ thủ              | 1 | 2 | 3 | 4 | 5 | 6 | Đ  |
| ------------------- | - | - | - | - | - | - | -- |
| Vương Tần           |   | ½ | ½ | 1 | ½ | 1 | 3½ |
| Tần Khản Oánh       | ½ |   | ½ | ½ | 1 | 1 | 3½ |
| Almira Skripchenko  | ½ | ½ |   | ½ | 1 | 1 | 3½ |
| Antoaneta Stefanova | 0 | ½ | ½ |   | ½ | 1 | 2½ |
| Claudia Amura       | ½ | 0 | 0 | ½ |   | 1 | 2  |
| Knarik Mouradian    | 0 | 0 | 0 | 0 | 0 |   | 0  |

| Kỳ thủ              | 1 | 2 | 3 | 4 | 5 | 6 | Đ  |
| ------------------- | - | - | - | - | - | - | -- |
| Vương Du            |   | ½ | 1 | ½ | 1 | 1 | 4  |
| Pia Cramling        | ½ |   | 0 | 1 | 1 | 1 | 3½ |
| Nino Khurtsidze     | 0 | 1 |   | ½ | 1 | 1 | 3½ |
| Maia Chiburdanidze  | ½ | 0 | ½ |   | ½ | 1 | 2½ |
| Alexandra Kosteniuk | 0 | 0 | 0 | ½ |   | 1 | 1½ |
| Anzel Laubscher     | 0 | 0 | 0 | 0 | 0 |   | 0  |

| Kỳ thủ            | 1 | 2 | 3 | 4 | 5 | 6 | Đ  |
| ----------------- | - | - | - | - | - | - | -- |
| Hoàng Thanh Trang |   | ½ | ½ | ½ | 1 | 1 | 3½ |
| Natalia Zhukova   | ½ |   | ½ | ½ | 1 | ½ | 3½ |
| Tạ Quân           | 0 | ½ |   | ½ | 1 | 1 | 3  |
| Irina Krush       | ½ | 0 | ½ |   | ½ | 1 | 2½ |
| Vương Lôi         | ½ | 0 | 0 | ½ |   | ½ | 1½ |
| Yadira Hernandez  | 0 | ½ | 0 | 0 | ½ |   | 1  |

## Vòng loại trực tiếp
Từ tứ kết đến chung kết là các cặp đấu loại trực tiếp. Tứ kết trong hai ngày 7 và 8, bán kết 9 và 10 còn chung kết 12 và 13 tháng 9.

### Nam
Anand, hạt giống số 1 của giải, vượt qua tứ kết trước đối thủ lâu năm Vassily Ivanchuk. Ở bán kết Anand khó khăn hơn khi gặp Boris Gelfand, phải đánh đến ván cờ chớp armageddon. Ở nhánh còn lại, dù thua ván đầu tiên, Bareev gỡ được ván thứ hai ở tứ kết và thắng chung cuộc Azmaiparashvili, trước khi gặp Gilberto Milos đang hưng phấn ở bán kết. Bareev vượt qua kỳ thủ Brasil một cách sít sao, sau khi hòa cả hai ván tiêu chuẩn và thắng ván cờ nhanh đầu tiên nhờ vào một sai lầm chí mạng của Milos (79. Nd5??) dẫn đến mất hậu và thua trận đấu.
|  | Tứ kết                | Tứ kết                | Tứ kết        |               |                   | Bán kết           | Bán kết | Bán kết |  |  | Chung kết | Chung kết | Chung kết |  |
|  |                       |                       |               |               |                   |                   |         |         |  |  |           |           |           |  |
|  | Viswanathan Anand     | Viswanathan Anand     | 1½            |               |                   |                   |         |         |  |  |           |           |           |  |
|  | Viswanathan Anand     | Viswanathan Anand     | 1½            |               |                   |                   |         |         |  |  |           |           |           |  |
|  | Vassily Ivanchuk      | Vassily Ivanchuk      | ½             |               |                   |                   |         |         |  |  |           |           |           |  |
|  | Vassily Ivanchuk      | Vassily Ivanchuk      | ½             |               | Viswanathan Anand | Viswanathan Anand | 3½      |         |  |  |           |           |           |  |
|  |                       |                       |               |               | Viswanathan Anand | Viswanathan Anand | 3½      |         |  |  |           |           |           |  |
|  |                       |                       | Boris Gelfand | Boris Gelfand | 2½                |                   |         |         |  |  |           |           |           |  |
|  | Diệp Ngân Xuyên       | Diệp Ngân Xuyên       | Boris Gelfand | Boris Gelfand | 2½                | 1½                |         |         |  |  |           |           |           |  |
|  | Diệp Ngân Xuyên       | Diệp Ngân Xuyên       |               |               |                   |                   |         |         |  |  |           |           |           |  |
|  | Boris Gelfand         | Boris Gelfand         | 2½            |               |                   |                   |         |         |  |  |           |           |           |  |
|  | Boris Gelfand         | Boris Gelfand         | 2½            |               | Viswanathan Anand | Viswanathan Anand | 1½      |         |  |  |           |           |           |  |
|  |                       |                       |               |               |                   |                   |         |         |  |  |           |           |           |  |
|  |                       |                       | Evgeny Bareev | Evgeny Bareev | ½                 |                   |         |         |  |  |           |           |           |  |
|  | Gilberto Milos        | Gilberto Milos        | Evgeny Bareev | Evgeny Bareev | ½                 | 3                 |         |         |  |  |           |           |           |  |
|  | Gilberto Milos        | Gilberto Milos        |               |               |                   |                   |         |         |  |  |           |           |           |  |
|  | Sergei Movsesian      | Sergei Movsesian      | 2             |               |                   |                   |         |         |  |  |           |           |           |  |
|  | Sergei Movsesian      | Sergei Movsesian      | 2             |               | Gilberto Milos    | Gilberto Milos    | 1½      |         |  |  |           |           |           |  |
|  |                       |                       |               |               | Gilberto Milos    | Gilberto Milos    | 1½      |         |  |  |           |           |           |  |
|  |                       |                       | Evgeny Bareev | Evgeny Bareev | 2½                |                   |         |         |  |  |           |           |           |  |
|  | Evgeny Bareev         | Evgeny Bareev         | Evgeny Bareev | Evgeny Bareev | 2½                | 2½                |         |         |  |  |           |           |           |  |
|  | Evgeny Bareev         | Evgeny Bareev         |               |               |                   |                   |         |         |  |  |           |           |           |  |
|  | Zurab Azmaiparashvili | Zurab Azmaiparashvili | 1½            |               |                   |                   |         |         |  |  |           |           |           |  |

### Nữ
|  | Tứ kết            | Tứ kết            | Tứ kết            |                   |                 | Bán kết         | Bán kết | Bán kết |  |  | Chung kết | Chung kết | Chung kết |  |
|  |                   |                   |                   |                   |                 |                 |         |         |  |  |           |           |           |  |
|  | Chư Thần          | Chư Thần          | ½                 |                   |                 |                 |         |         |  |  |           |           |           |  |
|  | Chư Thần          | Chư Thần          | ½                 |                   |                 |                 |         |         |  |  |           |           |           |  |
|  | Pia Cramling      | Pia Cramling      | 1½                |                   |                 |                 |         |         |  |  |           |           |           |  |
|  | Pia Cramling      | Pia Cramling      | 1½                |                   | Pia Cramling    | Pia Cramling    | 2       |         |  |  |           |           |           |  |
|  |                   |                   |                   |                   | Pia Cramling    | Pia Cramling    | 2       |         |  |  |           |           |           |  |
|  |                   |                   | Hứa Dục Hoa       | Hứa Dục Hoa       | 3               |                 |         |         |  |  |           |           |           |  |
|  | Vương Du          | Vương Du          | Hứa Dục Hoa       | Hứa Dục Hoa       | 3               | ½               |         |         |  |  |           |           |           |  |
|  | Vương Du          | Vương Du          |                   |                   |                 |                 |         |         |  |  |           |           |           |  |
|  | Hứa Dục Hoa       | Hứa Dục Hoa       | 1½                |                   |                 |                 |         |         |  |  |           |           |           |  |
|  | Hứa Dục Hoa       | Hứa Dục Hoa       | 1½                |                   | Hứa Dục Hoa     | Hứa Dục Hoa     | 1½      |         |  |  |           |           |           |  |
|  |                   |                   |                   |                   |                 |                 |         |         |  |  |           |           |           |  |
|  |                   |                   | Natalia Zhukova   | Natalia Zhukova   | ½               |                 |         |         |  |  |           |           |           |  |
|  | Vương Tần         | Vương Tần         | Natalia Zhukova   | Natalia Zhukova   | ½               | ½               |         |         |  |  |           |           |           |  |
|  | Vương Tần         | Vương Tần         |                   |                   |                 |                 |         |         |  |  |           |           |           |  |
|  | Natalia Zhukova   | Natalia Zhukova   | 1½                |                   |                 |                 |         |         |  |  |           |           |           |  |
|  | Natalia Zhukova   | Natalia Zhukova   | 1½                |                   | Natalia Zhukova | Natalia Zhukova | 1½      |         |  |  |           |           |           |  |
|  |                   |                   |                   |                   | Natalia Zhukova | Natalia Zhukova | 1½      |         |  |  |           |           |           |  |
|  |                   |                   | Hoàng Thanh Trang | Hoàng Thanh Trang | ½               |                 |         |         |  |  |           |           |           |  |
|  | Hoàng Thanh Trang | Hoàng Thanh Trang | Hoàng Thanh Trang | Hoàng Thanh Trang | ½               | 1½              |         |         |  |  |           |           |           |  |
|  | Hoàng Thanh Trang | Hoàng Thanh Trang |                   |                   |                 |                 |         |         |  |  |           |           |           |  |
|  | Tần Khản Oánh     | Tần Khản Oánh     | ½                 |                   |                 |                 |         |         |  |  |           |           |           |  |

### Chung kết
|   | a | b | c | d | e | f | g | h |   |
| 8 | e8 white knight · a7 black pawn · f7 black king · h7 black pawn · f6 white rook · c5 white pawn · b4 white pawn · c4 white king · f4 white pawn · g4 black pawn · a2 white pawn · e2 black pawn · h2 white pawn | e8 white knight · a7 black pawn · f7 black king · h7 black pawn · f6 white rook · c5 white pawn · b4 white pawn · c4 white king · f4 white pawn · g4 black pawn · a2 white pawn · e2 black pawn · h2 white pawn | e8 white knight · a7 black pawn · f7 black king · h7 black pawn · f6 white rook · c5 white pawn · b4 white pawn · c4 white king · f4 white pawn · g4 black pawn · a2 white pawn · e2 black pawn · h2 white pawn | e8 white knight · a7 black pawn · f7 black king · h7 black pawn · f6 white rook · c5 white pawn · b4 white pawn · c4 white king · f4 white pawn · g4 black pawn · a2 white pawn · e2 black pawn · h2 white pawn | e8 white knight · a7 black pawn · f7 black king · h7 black pawn · f6 white rook · c5 white pawn · b4 white pawn · c4 white king · f4 white pawn · g4 black pawn · a2 white pawn · e2 black pawn · h2 white pawn | e8 white knight · a7 black pawn · f7 black king · h7 black pawn · f6 white rook · c5 white pawn · b4 white pawn · c4 white king · f4 white pawn · g4 black pawn · a2 white pawn · e2 black pawn · h2 white pawn | e8 white knight · a7 black pawn · f7 black king · h7 black pawn · f6 white rook · c5 white pawn · b4 white pawn · c4 white king · f4 white pawn · g4 black pawn · a2 white pawn · e2 black pawn · h2 white pawn | e8 white knight · a7 black pawn · f7 black king · h7 black pawn · f6 white rook · c5 white pawn · b4 white pawn · c4 white king · f4 white pawn · g4 black pawn · a2 white pawn · e2 black pawn · h2 white pawn | 8 |
| 7 | e8 white knight · a7 black pawn · f7 black king · h7 black pawn · f6 white rook · c5 white pawn · b4 white pawn · c4 white king · f4 white pawn · g4 black pawn · a2 white pawn · e2 black pawn · h2 white pawn | e8 white knight · a7 black pawn · f7 black king · h7 black pawn · f6 white rook · c5 white pawn · b4 white pawn · c4 white king · f4 white pawn · g4 black pawn · a2 white pawn · e2 black pawn · h2 white pawn | e8 white knight · a7 black pawn · f7 black king · h7 black pawn · f6 white rook · c5 white pawn · b4 white pawn · c4 white king · f4 white pawn · g4 black pawn · a2 white pawn · e2 black pawn · h2 white pawn | e8 white knight · a7 black pawn · f7 black king · h7 black pawn · f6 white rook · c5 white pawn · b4 white pawn · c4 white king · f4 white pawn · g4 black pawn · a2 white pawn · e2 black pawn · h2 white pawn | e8 white knight · a7 black pawn · f7 black king · h7 black pawn · f6 white rook · c5 white pawn · b4 white pawn · c4 white king · f4 white pawn · g4 black pawn · a2 white pawn · e2 black pawn · h2 white pawn | e8 white knight · a7 black pawn · f7 black king · h7 black pawn · f6 white rook · c5 white pawn · b4 white pawn · c4 white king · f4 white pawn · g4 black pawn · a2 white pawn · e2 black pawn · h2 white pawn | e8 white knight · a7 black pawn · f7 black king · h7 black pawn · f6 white rook · c5 white pawn · b4 white pawn · c4 white king · f4 white pawn · g4 black pawn · a2 white pawn · e2 black pawn · h2 white pawn | e8 white knight · a7 black pawn · f7 black king · h7 black pawn · f6 white rook · c5 white pawn · b4 white pawn · c4 white king · f4 white pawn · g4 black pawn · a2 white pawn · e2 black pawn · h2 white pawn | 7 |
| 6 | e8 white knight · a7 black pawn · f7 black king · h7 black pawn · f6 white rook · c5 white pawn · b4 white pawn · c4 white king · f4 white pawn · g4 black pawn · a2 white pawn · e2 black pawn · h2 white pawn | e8 white knight · a7 black pawn · f7 black king · h7 black pawn · f6 white rook · c5 white pawn · b4 white pawn · c4 white king · f4 white pawn · g4 black pawn · a2 white pawn · e2 black pawn · h2 white pawn | e8 white knight · a7 black pawn · f7 black king · h7 black pawn · f6 white rook · c5 white pawn · b4 white pawn · c4 white king · f4 white pawn · g4 black pawn · a2 white pawn · e2 black pawn · h2 white pawn | e8 white knight · a7 black pawn · f7 black king · h7 black pawn · f6 white rook · c5 white pawn · b4 white pawn · c4 white king · f4 white pawn · g4 black pawn · a2 white pawn · e2 black pawn · h2 white pawn | e8 white knight · a7 black pawn · f7 black king · h7 black pawn · f6 white rook · c5 white pawn · b4 white pawn · c4 white king · f4 white pawn · g4 black pawn · a2 white pawn · e2 black pawn · h2 white pawn | e8 white knight · a7 black pawn · f7 black king · h7 black pawn · f6 white rook · c5 white pawn · b4 white pawn · c4 white king · f4 white pawn · g4 black pawn · a2 white pawn · e2 black pawn · h2 white pawn | e8 white knight · a7 black pawn · f7 black king · h7 black pawn · f6 white rook · c5 white pawn · b4 white pawn · c4 white king · f4 white pawn · g4 black pawn · a2 white pawn · e2 black pawn · h2 white pawn | e8 white knight · a7 black pawn · f7 black king · h7 black pawn · f6 white rook · c5 white pawn · b4 white pawn · c4 white king · f4 white pawn · g4 black pawn · a2 white pawn · e2 black pawn · h2 white pawn | 6 |
| 5 | e8 white knight · a7 black pawn · f7 black king · h7 black pawn · f6 white rook · c5 white pawn · b4 white pawn · c4 white king · f4 white pawn · g4 black pawn · a2 white pawn · e2 black pawn · h2 white pawn | e8 white knight · a7 black pawn · f7 black king · h7 black pawn · f6 white rook · c5 white pawn · b4 white pawn · c4 white king · f4 white pawn · g4 black pawn · a2 white pawn · e2 black pawn · h2 white pawn | e8 white knight · a7 black pawn · f7 black king · h7 black pawn · f6 white rook · c5 white pawn · b4 white pawn · c4 white king · f4 white pawn · g4 black pawn · a2 white pawn · e2 black pawn · h2 white pawn | e8 white knight · a7 black pawn · f7 black king · h7 black pawn · f6 white rook · c5 white pawn · b4 white pawn · c4 white king · f4 white pawn · g4 black pawn · a2 white pawn · e2 black pawn · h2 white pawn | e8 white knight · a7 black pawn · f7 black king · h7 black pawn · f6 white rook · c5 white pawn · b4 white pawn · c4 white king · f4 white pawn · g4 black pawn · a2 white pawn · e2 black pawn · h2 white pawn | e8 white knight · a7 black pawn · f7 black king · h7 black pawn · f6 white rook · c5 white pawn · b4 white pawn · c4 white king · f4 white pawn · g4 black pawn · a2 white pawn · e2 black pawn · h2 white pawn | e8 white knight · a7 black pawn · f7 black king · h7 black pawn · f6 white rook · c5 white pawn · b4 white pawn · c4 white king · f4 white pawn · g4 black pawn · a2 white pawn · e2 black pawn · h2 white pawn | e8 white knight · a7 black pawn · f7 black king · h7 black pawn · f6 white rook · c5 white pawn · b4 white pawn · c4 white king · f4 white pawn · g4 black pawn · a2 white pawn · e2 black pawn · h2 white pawn | 5 |
| 4 | e8 white knight · a7 black pawn · f7 black king · h7 black pawn · f6 white rook · c5 white pawn · b4 white pawn · c4 white king · f4 white pawn · g4 black pawn · a2 white pawn · e2 black pawn · h2 white pawn | e8 white knight · a7 black pawn · f7 black king · h7 black pawn · f6 white rook · c5 white pawn · b4 white pawn · c4 white king · f4 white pawn · g4 black pawn · a2 white pawn · e2 black pawn · h2 white pawn | e8 white knight · a7 black pawn · f7 black king · h7 black pawn · f6 white rook · c5 white pawn · b4 white pawn · c4 white king · f4 white pawn · g4 black pawn · a2 white pawn · e2 black pawn · h2 white pawn | e8 white knight · a7 black pawn · f7 black king · h7 black pawn · f6 white rook · c5 white pawn · b4 white pawn · c4 white king · f4 white pawn · g4 black pawn · a2 white pawn · e2 black pawn · h2 white pawn | e8 white knight · a7 black pawn · f7 black king · h7 black pawn · f6 white rook · c5 white pawn · b4 white pawn · c4 white king · f4 white pawn · g4 black pawn · a2 white pawn · e2 black pawn · h2 white pawn | e8 white knight · a7 black pawn · f7 black king · h7 black pawn · f6 white rook · c5 white pawn · b4 white pawn · c4 white king · f4 white pawn · g4 black pawn · a2 white pawn · e2 black pawn · h2 white pawn | e8 white knight · a7 black pawn · f7 black king · h7 black pawn · f6 white rook · c5 white pawn · b4 white pawn · c4 white king · f4 white pawn · g4 black pawn · a2 white pawn · e2 black pawn · h2 white pawn | e8 white knight · a7 black pawn · f7 black king · h7 black pawn · f6 white rook · c5 white pawn · b4 white pawn · c4 white king · f4 white pawn · g4 black pawn · a2 white pawn · e2 black pawn · h2 white pawn | 4 |
| 3 | e8 white knight · a7 black pawn · f7 black king · h7 black pawn · f6 white rook · c5 white pawn · b4 white pawn · c4 white king · f4 white pawn · g4 black pawn · a2 white pawn · e2 black pawn · h2 white pawn | e8 white knight · a7 black pawn · f7 black king · h7 black pawn · f6 white rook · c5 white pawn · b4 white pawn · c4 white king · f4 white pawn · g4 black pawn · a2 white pawn · e2 black pawn · h2 white pawn | e8 white knight · a7 black pawn · f7 black king · h7 black pawn · f6 white rook · c5 white pawn · b4 white pawn · c4 white king · f4 white pawn · g4 black pawn · a2 white pawn · e2 black pawn · h2 white pawn | e8 white knight · a7 black pawn · f7 black king · h7 black pawn · f6 white rook · c5 white pawn · b4 white pawn · c4 white king · f4 white pawn · g4 black pawn · a2 white pawn · e2 black pawn · h2 white pawn | e8 white knight · a7 black pawn · f7 black king · h7 black pawn · f6 white rook · c5 white pawn · b4 white pawn · c4 white king · f4 white pawn · g4 black pawn · a2 white pawn · e2 black pawn · h2 white pawn | e8 white knight · a7 black pawn · f7 black king · h7 black pawn · f6 white rook · c5 white pawn · b4 white pawn · c4 white king · f4 white pawn · g4 black pawn · a2 white pawn · e2 black pawn · h2 white pawn | e8 white knight · a7 black pawn · f7 black king · h7 black pawn · f6 white rook · c5 white pawn · b4 white pawn · c4 white king · f4 white pawn · g4 black pawn · a2 white pawn · e2 black pawn · h2 white pawn | e8 white knight · a7 black pawn · f7 black king · h7 black pawn · f6 white rook · c5 white pawn · b4 white pawn · c4 white king · f4 white pawn · g4 black pawn · a2 white pawn · e2 black pawn · h2 white pawn | 3 |
| 2 | e8 white knight · a7 black pawn · f7 black king · h7 black pawn · f6 white rook · c5 white pawn · b4 white pawn · c4 white king · f4 white pawn · g4 black pawn · a2 white pawn · e2 black pawn · h2 white pawn | e8 white knight · a7 black pawn · f7 black king · h7 black pawn · f6 white rook · c5 white pawn · b4 white pawn · c4 white king · f4 white pawn · g4 black pawn · a2 white pawn · e2 black pawn · h2 white pawn | e8 white knight · a7 black pawn · f7 black king · h7 black pawn · f6 white rook · c5 white pawn · b4 white pawn · c4 white king · f4 white pawn · g4 black pawn · a2 white pawn · e2 black pawn · h2 white pawn | e8 white knight · a7 black pawn · f7 black king · h7 black pawn · f6 white rook · c5 white pawn · b4 white pawn · c4 white king · f4 white pawn · g4 black pawn · a2 white pawn · e2 black pawn · h2 white pawn | e8 white knight · a7 black pawn · f7 black king · h7 black pawn · f6 white rook · c5 white pawn · b4 white pawn · c4 white king · f4 white pawn · g4 black pawn · a2 white pawn · e2 black pawn · h2 white pawn | e8 white knight · a7 black pawn · f7 black king · h7 black pawn · f6 white rook · c5 white pawn · b4 white pawn · c4 white king · f4 white pawn · g4 black pawn · a2 white pawn · e2 black pawn · h2 white pawn | e8 white knight · a7 black pawn · f7 black king · h7 black pawn · f6 white rook · c5 white pawn · b4 white pawn · c4 white king · f4 white pawn · g4 black pawn · a2 white pawn · e2 black pawn · h2 white pawn | e8 white knight · a7 black pawn · f7 black king · h7 black pawn · f6 white rook · c5 white pawn · b4 white pawn · c4 white king · f4 white pawn · g4 black pawn · a2 white pawn · e2 black pawn · h2 white pawn | 2 |
| 1 | e8 white knight · a7 black pawn · f7 black king · h7 black pawn · f6 white rook · c5 white pawn · b4 white pawn · c4 white king · f4 white pawn · g4 black pawn · a2 white pawn · e2 black pawn · h2 white pawn | e8 white knight · a7 black pawn · f7 black king · h7 black pawn · f6 white rook · c5 white pawn · b4 white pawn · c4 white king · f4 white pawn · g4 black pawn · a2 white pawn · e2 black pawn · h2 white pawn | e8 white knight · a7 black pawn · f7 black king · h7 black pawn · f6 white rook · c5 white pawn · b4 white pawn · c4 white king · f4 white pawn · g4 black pawn · a2 white pawn · e2 black pawn · h2 white pawn | e8 white knight · a7 black pawn · f7 black king · h7 black pawn · f6 white rook · c5 white pawn · b4 white pawn · c4 white king · f4 white pawn · g4 black pawn · a2 white pawn · e2 black pawn · h2 white pawn | e8 white knight · a7 black pawn · f7 black king · h7 black pawn · f6 white rook · c5 white pawn · b4 white pawn · c4 white king · f4 white pawn · g4 black pawn · a2 white pawn · e2 black pawn · h2 white pawn | e8 white knight · a7 black pawn · f7 black king · h7 black pawn · f6 white rook · c5 white pawn · b4 white pawn · c4 white king · f4 white pawn · g4 black pawn · a2 white pawn · e2 black pawn · h2 white pawn | e8 white knight · a7 black pawn · f7 black king · h7 black pawn · f6 white rook · c5 white pawn · b4 white pawn · c4 white king · f4 white pawn · g4 black pawn · a2 white pawn · e2 black pawn · h2 white pawn | e8 white knight · a7 black pawn · f7 black king · h7 black pawn · f6 white rook · c5 white pawn · b4 white pawn · c4 white king · f4 white pawn · g4 black pawn · a2 white pawn · e2 black pawn · h2 white pawn | 1 |
|   | a | b | c | d | e | f | g | h |   |

Cả hai trận chung kết nam nữ đều có kết quả ván đầu hòa và ván thứ hai bên cầm trắng thắng.
Ván đầu tiên giữa Anand và Bareev hòa sau 33 nước. Ở ván thứ hai chơi phòng thủ Pháp, Anand cầm trắng đã thí quân đổi lấy hai tốt để giành lấy chút ưu thế. Tuy nhiên đến khi Bareev mắc sai lầm với 36... Re8?? thì Anand mới chính thức thắng trận.
Ở trận đấu Hứa gặp Zhukova, Hứa vượt qua đối thủ ở một ván phòng thủ Alekhine phức tạp sau 74 nước.
| Kỳ thủ                    | Elo  | 1 | 2 | Điểm |
| ------------------------- | ---- | - | - | ---- |
| Viswanathan Anand (Ấn Độ) | 2762 | ½ | 1 | 1½   |
| Evgeny Bareev (Nga)       | 2702 | ½ | 0 | ½    |

| Kỳ thủ                    | Elo  | 1 | 2 | Điểm |
| ------------------------- | ---- | - | - | ---- |
| Hứa Dục Hoa (Trung Quốc)  | 2505 | ½ | 1 | 1½   |
| Natalia Zhukova (Ukraina) | 2450 | ½ | 0 | ½    |